# Taenioderini
Taenioderini is een tribus uit de familie van bladsprietkevers (Scarabaeidae). 

## Taxonomie
De volgende taxa zijn bij de tribus ingedeeld:
- Geslacht Anocoela Moser, 1914
- Geslacht Bacchusia Mikšic, 1976
- Geslacht Bombodes Westwood, 1848
- Geslacht Carneluttia Mikšic, 1976
- Geslacht Chalcothea Burmeister, 1842
- Geslacht Chalcotheomima Mikšic, 1970
- Geslacht Clerota Burmeister, 1842
- Geslacht Coilodera Hope, 1831
- Geslacht Costinota Schürhoff, 1933
- Geslacht Eumacronota Mikšic, 1976
- Geslacht Euremina Wallace, 1867
- Geslacht Euselates Thomson, 1880
- Geslacht Glyptothea Bates, 1889
- Geslacht Glyptotheomima Mikšic, 1976
- Geslacht Gnorimidia van Lansberge, 1887
- Geslacht Hemichalcothea Mikšic, 1970
- Geslacht Ixorida Thomson, 1880
- Geslacht Macronotops Krikken, 1977
- Geslacht Meroloba Thomson, 1880
- Geslacht Microchalcothea Moser, 1910
- Geslacht Penthima Kraatz, 1892
- Geslacht Plectrone Wallace, 1867
- Geslacht Pleuronota Kraatz, 1892
- Geslacht Pseudochalcothea Ritsema, 1882
- Geslacht Taeniodera Burmeister, 1842
- Geslacht Xenoloba Bates, 1889